# Хребтоплави
Хребтоплави (Notonectidae) — родина водяних напівтвердокрилих комах з підряду клопів (Heteroptera). Налічує близько 340 видів.

## Опис
Тіло завдовжки від 5 до 15 мм довжини тіла. Форма човноподібна: знизу плоска, зверху опукла, а в обрисах подовжена, дозаду клиноподібна. Велика голова оснащена великими складними очима, 3 або 4-сегментними вусиками, розташованими з боків нижньої сторони, і кремезним та рухливим чотирисегментним хоботком. Просте око відсутнє. Перші дві пари чіпних ніг, як правило, мають двочленикові ступні, а передні лапи закінчуються кігтями. Живіт має центральний кіль на нижній стороні, а в центрі і з боків пучки щетинок, які утворюють повітряну камеру. П'ятий членик живота сильно витягнута вперед. Самці мають симетричні статеві органи, а самки — червоподібну сперматеку.

## Спосіб життя
Хребтоплави живуть у воді. Вони пересуваються під поверхнею води спиною до низу. Пересування у воді полегшують волохаті задні лапи. Добре літають, але для цього їм треба як слід підсохнути. Деяк види видають звуки. Харчуються іншими водними істотами, як безхребетними , так і дрібними хребетними (мальком риб, пуголовками).

## Поширення
Поширені на всіх материках. В Україні трапляється 5 видів: Notonecta glauca, Notonecta lutea, Notonecta meridionalis, Notonecta reuteri та Notonecta viridis.

## Роди
Включає 8 родів:
- Підродина Anisopinae
  - Anisops
  - Buenoa
  - Paranisops
  - Walambianisops
- Підродина Notonectinae
  - Enithares
  - Notonecta
  - Martarega
  - Nychia